# Grenze zwischen dem Südsudan und Uganda

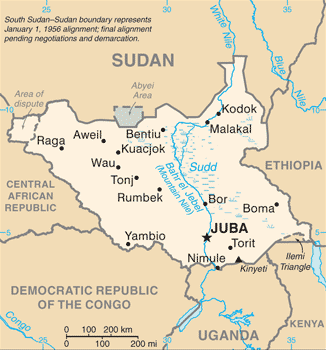
Kärtchen des Südsudan, die Grenze zu Uganda unten

Die Grenze zwischen Kenia und dem Südsudan trennt als internationale Landgrenze diese beiden Staaten. Die Länge der Grenze wird mit 475 km angegeben. Die Grenze verläuft vom Dreiländereck mit der Demokratischen Republik Kongo (Kongo-Kinshasa) zum Dreiländereck mit Kenia.

## Geschichte
Der Südsudan entstand als souveräner Staat durch die völkerrechtlich wirksame Abspaltung vom Sudan im Jahr 2011. Das zuvor britische Uganda erlangte am 9. Oktober 1962 die Unabhängigkeit. Der Grenzverlauf zwischen dem Anglo-Ägyptischen Sudan und Uganda geht auf das Vordringen des britischen Kolonialreichs in Afrika zurück. Im Jahr 1899 entstand der Anglo-Ägyptische Sudan. 1894 wurde Uganda britisches Protektorat. Die Grenze zwischen den beiden Gebieten entstand in dieser Zeit als Verwaltungsgrenze. Der Südsudan trennte sich 2011 von dem 1956 unabhängig gewordenen Sudan, Uganda erlangte 1962 die Unabhängigkeit.
Da die Trennlinie der beiden Gebiete in einigen Bereichen ungenau beschrieben war, ergaben sich Grenzkonflikte bei dem südsudanesischen Kajo Keji westlich des Weißen Nils und beim südsudanesischen Pajok östlich des Weißen Nils, die bisher, auch aufgrund der instabilen politischen Situation in beiden Staaten, nicht gelöst sind.

## Grenzverlauf
Die Grenze führt vom Dreiländereck mit der Demokratischen Republik Kongo (Kongo-Kinshasa) (3°29'24"N, 30°51'0"O) in generell west-östlicher Richtung zum Dreiländereck mit Kenia (4°12'36"N, 34°0'0"O). Sie quert dabei den Weißen Nil, dem sie einige Kilometer folgt. Der letzte Abschnitt im Osten ist die geradlinige Verlängerung der Grenze zwischen Kenia und dem Südsudan am ugandischen Kidepo-Valley-Nationalpark.

## Orte in Grenznähe

### Südsudan
- Kaye (Grenzübergang nach Oraba)
- Kajo Keji
- Nimule (Grenzübergang)
- Ikolo

### Uganda
- Oraba
- Moyo
- Madi Opel